# 佩諾拉島
佩諾拉島（英語：Penola Island），是南極洲的島嶼，位於南設得蘭群島的喬治王島南岸，處於舍拉特灣，在1937年由英國研究隊繪入地圖，現時由南極條約體系管理。